# 417

417(사백십칠)은 416보다 크고 418보다 작은 자연수다.

## 수학
- 합성수로, 그 약수는 1, 3, 139, 417이다. 진약수의 합은 143이므로, 417은 부족수다.
  - 132번째 반소수다. 앞의 반소수는 415, 다음 반소수는 422이다.
- {\displaystyle 43^{6}-1}은 417로 나누어떨어진다.

## 과학·기술
- NGC 417(영어판): 고래자리 방향에 있는 은하.
- HTTP 417 (Expectation Failed→예측 실패): 요청 헤더의 예측값을 서버에서 만족할 수 없음을 나타내는 HTTP 상태 코드.

## 교통

### 철도
- 수도권 전철 4호선 길음역의 역번호.

### 도로
- 일본 417번 국도(일본어판): 기후현 오가키시에서 후쿠이현 난조군 미나미에치젠정까지 이어지는 일본의 국도.
- 현도 제417호선
  - 417번 야마나시현도(일본어판): 야마나시현 니시야쓰시로군 이치카와미사토정에서 야마나시시까지 이어지는 일본의 현도이자 자전거 길.

## 군사
- U-417(영어판): 제2차 세계 대전에 사용된 나치 독일의 군용 잠수함.

## 문화유산
- 대한민국의 보물 제417호: 홍무정운역훈 권3~16
- 대한민국의 사적 제417호: 괴산 송시열 유적

## 방송
- KT HCN의 연합뉴스경제TV 채널 번호.

## 기타
- 날짜: 4월 17일
- 연도: 417년, 기원전 417년